# Label 11
Label 11 ist ein unabhängiges Jazzlabel aus Nürnberg/Fürth, das der Musiker Peter Fulda 2011 gründete.
Mittlerweile 17 Alben in der Reihe Edition Metropolmusik, die gemeinsam mit dem gleichnamigen Musikerkollektiv entsteht, stellen Musiker der Nürnberger Szene vor. „Die CD-Produktion gibt Einblick in ein breites Spektrum metropolitan wirkender Musiker, die ihre eigene Stimme gefunden haben.“  Neben bereits etablierten Namen wie dem Sunday Night Orchestra oder Werner Heider sind dort auch „Debüt- oder Frühwerke von fränkischen Hochbegabten, die danach Karriere gemacht haben,“ zu finden, etwa von den Sängerinnen Yara Linss oder Agnes Lepp, der Komponistin Rebecca Trescher, dem Saxophonisten Julian Bossert sowie den Duos Andreas Feith / Johannes Ludwig und Jonathan Hofmeister / Matthias Schuller.
In der Reihe Edition Peter Fulda veröffentlicht der Labelgründer eigene Werke. Jenseits beider Reihen sind Adaptionen von Henry Purcell, zwei Alben von Volker Heuken und ein Soloalbum des Pianisten Max Arsava erschienen.